# ヤンヤン歌うスタジオ
『ヤンヤン歌うスタジオ』（ヤンヤンうたうスタジオ）は、1977年9月25日から1987年9月27日までテレビ東京（開始当時の局名は東京12チャンネル）で放送されていた音楽バラエティ番組である。略称「ヤンスタ」。放送時間は毎週日曜 19:00 - 19:54 （日本標準時）。当初はモノラル放送だったが、1984年1月8日からステレオ放送となった。

## 概要
番組放送開始の2年半前に木曜19時台で放送されていたフォーリーブス司会の『歌え!ヤンヤン!』が前身で、同番組のバラエティ色をより強める趣旨から、番組リニューアルの形で『ヤンヤン歌うスタジオ』がスタートした。
番組は毎回、様々なアイドルグループをゲストに招いてコントを行ったり、楽屋や控え室などでのトークを放送したりしていた。番組の最後には「今日の○曲目は?」という視聴者クイズを出題していたが、一部のネット局と番組販売扱いで遅れ放送されていた局ではカットされていた。
放送開始から9年間の司会とナレーターはあのねのね(清水國明、原田伸郎)と、当時東京12チャンネルのアナウンサーだった小倉智昭が務めていたが、1986年11月2日放送分より片岡鶴太郎と、当時タレントだった堀敏彦がそれぞれ司会とナレーターを交代、テコ入れとしてコーナーのリニューアルが行われたが、10か月後の1987年9月27日放送分をもって番組開始から10年、前身の『歌え!ヤンヤン!』から続いた15年の歴史に幕を下ろした。
なお、番組第1回の1曲目はキャンディーズの「アン・ドゥ・トロワ」、最終回の1曲目は光GENJIの「STAR LIGHT」、最後の曲は近藤真彦の「泣いてみりゃいいじゃん」だった。

### 番組終了後のヤンヤンシリーズ
後番組として、1987年10月4日に光GENJI、ゆうゆらをメインキャストに据えた『歌え!アイドルどーむ』がスタートしたが1年で終了、その後バラエティ路線を強化した『歌え!ヒット・ヒット』に引き継がれるも、半年で終了した事から音楽番組枠の廃枠が決定した為、同番組の最終回をもって幕を閉じる事になった。
また、番組終了から1年後の1988年10月4日には、火曜19時台で「ヤンヤン」の名を冠した時代劇バラエティ『カッ飛び!ヤンヤン姫』がスタートしたが、同番組はわずか3か月で終了。それから1年6か月後の1990年7月には、日曜11時台でSMAP出演の『ヤンヤンもぎたて族』がスタートしたが、これも3か月で終了した。それ以後は長らく「ヤンヤン」の名を冠した番組は放送されていなかったが、20年半後の2011年4月2日に、土曜18時台でHey! Say! JUMP出演の『ヤンヤンJUMP』がスタート。途中で別の時間帯へ移動されたものの、同番組は2年以上にわたって放送された。
1995年4月16日には、本番組の復活企画として『ヤンヤン歌うスタジオ同窓会』が19時から3時間にわたって放送された。そして約19年後の2014年3月2日には、『モヤモヤさまぁ〜ず2』をベースに制作された『50年のモヤモヤ映像大放出! この手の番組初めてやりますSP』内で本番組の復活特集が放送され、初代司会のあのねのねと常連ゲストだった布川敏和・松本伊代・早見優・堀ちえみが出演した。
テレビ東京系列で年に数回単発特番として放送される『懐かしの昭和メロディ』→『3秒聴けば誰でもわかる名曲ベスト100』『テレ東音楽祭』においても、本番組の映像が放送素材に用いられることがある。
2015年11月27日には中野サンプラザホールにて本番組の復活イベント『ヤンヤン歌うスタジオ 復活コンサート』が開催され、その模様はBSジャパンで同年12月13日19時から2時間特番として放送された。司会は、あのねのね（清水国明・原田伸郎）。出演は、柏原芳恵、早見優、香坂みゆき、松本伊代、竹本孝之、渋谷哲平、ブラザー・コーン、森口博子、桑田靖子、笠浩二（C-C-B）、布川敏和、清水アキラ、栗田貫一。

## 出演者

### 司会
- あのねのね - 初代。1986年10月26日放送分まで出演。
- 片岡鶴太郎 - 2代目。1986年11月2日放送分から最終回まで出演。

### レギュラー
あのねのね司会時代
- 池田まさる
- 清水アキラ
- ブラザー・コーン - 近藤伸明名義で出演。
- 太田伸一（MODOKI） - 所もどき名義で出演。
- 栗田貫一
- ピンク・レディー - 初期には毎週出演して歌っていた。
- オレンジ・シスターズ - 雑誌『なかよし』の生コマーシャルも担当。

- 踊り：スクールメイツ
- 振付：西条満、水口徳雄

片岡鶴太郎司会時代
- 男闘呼組
- 野沢直子
- 西村知美
- 笑福亭笑瓶
- ダチョウ倶楽部 - 出演当時は南部虎弾を含めた4人組だった。

### ナレーター
- 小倉智昭（当時東京12チャンネルアナウンサー） - 初代。あのねのね司会時代のナレーター。同窓会SPおよび復活コンサートも担当。
- 堀敏彦（当時タレント） - 2代目。片岡鶴太郎司会時代のナレーター。

### 演奏（一週でも担当したことのあるバンド）
- 浜田豊光とビックサウンズ
- 松本文男とミュージック・メッカーズ
- チャーリー石黒と東京パンチョス
- 豊岡豊とスイングフェイス

- 管弦楽団：フレッシュアンサンブル
- コーラス：ミッシェル

## 番組構成

### オープニング
オープニングは、愉快なテーマ曲に合わせて、当時のテレ東本社（現東京タワースタジオ）の近くにある東京タワーをバックにタイトルロゴが出てくるというものだった。タイトルロゴ後に流れるあのねのねが唄うテーマソングは「ヤンヤンロック」というタイトルで、1979年にシングル盤「ネコ・ニャンニャンニャン」のB面に収録・音源化されている（現在入手できるCD）。
1986年の番組リニューアル後は、あのねのね降板に伴いテーマソングを男闘呼組が唄う曲に変更された。

### バラエティコーナー
- マッチの映画館
- ねのねの何でも修行中!
- ネコニャン映画劇場 → お猿の映画劇場
- これらのほか、「アイドル水泳大会」をスペシャル番組扱いで時々実施していた。

### ドラマコーナー（5分枠）
- マッチの燃えろ!青春 PART1 - PART5 （近藤真彦、PART2のみ少年隊、PART4のみ水野きみこ）
- マッチの青春叛逆児（アウトロー） PART1 - PART2 （近藤真彦、川﨑麻世、宇治正高、PART2のみ東山紀之、PART2のみ岡田有希子）
- マッチの青春すくらんぶる PART1 - PART2 （近藤真彦、岡田有希子、PART1のみ川﨑麻世、PART2のみジャニーズJr.の石丸志門）
- 野良犬伝説 PART1 - PART2 （近藤真彦、少年隊）
- 野性誕生（男闘呼組、片岡鶴太郎）
- Be!Boys ― 未完成青春曲（男闘呼組）

## ネット局と放送時間
遅れネット局も含む。
- テレビ東京（旧称：東京12チャンネル、1981年9月まで旧称）
- 札幌テレビ - 1978年1月21日に土曜 16:00 - 16:55枠で放送開始。その後、日曜 12:15 - 13:15 → 土曜 17:00 - 17:55 → 土曜 17:30 - 18:25と変遷し、末期の1年間では土曜 17:00 - 17:55に落ち着いた。後番組の『歌え!アイドルどーむ』→『歌え!ヒット・ヒット』も同時間帯で放送。前述した同窓会SPは、当番組終了後に開局したテレビ北海道で放送された。
- 青森テレビ
- テレビ岩手（日曜 14:00 - 14:54、1983年時点）[4]
- 東日本放送（1978年7月 - 同年9月、土曜深夜） → ミヤギテレビ（1978年10月 - 、初期には土曜 13:00 - 13:54（1983年時点・1985年10月時点）[5][6]、末期には土曜夕方）
- 秋田テレビ（日曜 9:00 - 9:54、1983年時点）[7]
- 山形テレビ
- 福島中央テレビ（土曜 16:00 - 16:54、1983年時点）[5]
- 新潟総合テレビ（日曜 10:30 - 11:25、1983年時点[8] → 日曜 10:00 - 10:55、1985年10月時点[9]）
- 富山テレビ（日曜 11:00 - 11:54、1983年時点[10] → 金曜 16:50 - 17:45、1984年時点[11]）
- 石川テレビ（日曜 10:00 - 10:54）[10]
- 福井放送（土曜 0:32 - 1:22、1984年時点[12]）
- テレビ山梨（土曜 16:00 - 16:54、1983年時点）[13]
- 長野放送（土曜 16:00 - 16:54、1983年時点・1985年時点）[14]
- テレビ静岡（日曜 13:00 - ）
- 中京テレビ（土曜 17:00 - 18:00 （1979年4月21日 - 1981年3月28日） → 土曜 16:00 - 17:00 （1981年4月4日 - 1983年3月26日[15][注 3]）） → テレビ愛知（日曜 19:00 - 19:54 （同時ネット、1983年9月4日 - 1987年9月27日））
- 岐阜放送（水曜 21:00 - 21:55 （1977年10月5日 - 1978年3月29日） → 日曜 19:00 - 19:54[注 4]（同時ネット、1978年4月2日 - 1987年9月27日））[注 5]
- 三重テレビ（日曜 19:00 - 19:54 （同時ネット、1977年9月25日 - 1987年9月27日））
- びわ湖放送
- KBS京都 - テレビ大阪開局以前は同時ネットだった。その後、月曜 19:00 - に遅れネットで放送。
- 朝日放送（土曜 7:30 - 、後に7:00 - ） → テレビ大阪（1982年3月開局から、同時ネット） - 朝日放送でのネット終了後、朝日放送は『おはよう朝日です・土曜日です』を開始。テレビ大阪は同時ネット以外にも、朝日放送時代の放送時間とほぼ同じ時間帯に再放送を行っていた。
- サンテレビ（月曜 18:30 - 19:24、1983年9月まで[16] → 金曜 19:00 - 19:54、1983年10月から[17]）
- 奈良テレビ
- テレビ和歌山（日曜 19:00 - 19:54、1983年時点）[16]
- 山陰放送（土曜 17:00 - 17:54 → 土曜 16:00 - 16:54、1983年9月時点・1985年10月時点）[18] → 日本海テレビ（土曜 15:00 - ） - 前身番組の『歌え!ヤンヤン!』は日本海テレビで放送。前述した同窓会SPはフジテレビ系列の山陰中央テレビで放送された。
- 山陽放送（土曜 13:00 - 13:54、1983年時点）[19]
- 岡山放送 → テレビせとうち
- 西日本放送
- 瀬戸内海放送 - 岡山・香川両県の放送エリア相互乗り入れ後には一旦岡山放送に一本化。テレビせとうちの開局後には同局でのネットへ移行した。
- 広島テレビ（日曜 14:00 - 14:54、1983年時点）[20] - 前述した同窓会SPはフジテレビ系列のテレビ新広島で放送された。
- テレビ山口
- 四国放送（日曜 16:00 - 16:54、1986年時点）[21]
- テレビ愛媛
- テレビ高知
- 九州朝日放送（土曜 17:00 - 18:00 → 土曜 15:00 - 16:00） - この変更の影響で、名古屋テレビ製作全国ネットアニメが朝日放送と同時ネットの前日先行放送となった。また、前述した同窓会SPは当番組終了後に開局したTXN九州（現・TVQ九州放送）で放送された。
- テレビ長崎
- 熊本放送（土曜 17:00 - 17:54、1983年時点）[22]
- 大分放送（土曜 14:00 - 14:54、1983年時点）[22] → テレビ大分
- 宮崎放送（金曜 23:35 - 0:30、1985年10月時点[23]）
- 南日本放送 (日曜 16:00頃　不定期)
- 琉球放送 → 沖縄テレビ（金曜 16:00 - 16:54、1985年10月時点[24]）

## スタッフ

### レギュラー版
- 製作著作：東京12チャンネル → テレビ東京

#### 制作
- プロデューサー：沼部俊夫、工藤忠義、渡辺つとむ
- 演出：川原慎、橋山厚志、丸山明慶、只野研治、伊藤成人、小川治、他
- 作・構成：玉井冽、沢口義明、矢頭浩、笠博勝、小峰正博、他
- 音楽：氏平光昭、ミック・リチャード
- テーマ曲：あのねのね
- AD：多田暁
- T・K：宮本美智子、藤本恵子、山本美幸

#### 技術
- 技術（TD）：本堂皓二
- カメラ：小倉信夫、石黒冨男　他
- 映像：金森美樹
- 照明：萩原征四郎　他
- 編集：大石康弘
- 音声：坂垣忠利　他
- 効果：小関尚孝　他
- ＭＡ：サウンドユニバース 岩﨑康秀

#### 美術
- 美術：宇都木民雄　他
- 美術進行：斎藤幸雄　他
- 大道具：松山勝彦　他
- 小道具：伊藤則緒　他
- タイトル：柴谷寧

#### メイク
- 衣裳：鈴木正明
- 美粧：川野千鶴

### 復活企画『ヤンヤン歌うスタジオ同窓会』
- 企画：工藤忠義
- 構成：玉井貴代志、安延拓美
- 振付：水口徳雄
- 踊り：スクールメイツ
- 技術：犬飼正
- 映像：不二俊典
- カメラ：見辺信一
- 照明：山本勉
- 音声：佐竹忠臣
- 音効：小関尚孝（OPUS-1）
- TK：宮本美智子
- 美術デザイン：宇都木民雄
- 美術進行：高橋昭三
- 編集：上野俊彦（芝公園ビデオセンター）
- MA：松本晃一（芝公園ビデオセンター）
- ロケ技術：コールツプロダクション
- 協力：都イン・東京、三崎商事グループ
- 映像資料：テレビ東京映像センター
- 映像制作：高橋秀夫、中川義規（ヴィジュアルベイ）
- 演出補：山地孝英、生川薫
- プロデューサー：斧賢一郎、丸山明慶
- 演出：伊藤成人
- 製作著作：テレビ東京

## 関連商品
当番組の映像を収録した商品は以下のものがある。
- 田原俊彦 7 Years' memory（ポニーキャニオン 1986年6月19日発売）：田原俊彦のVHS。
- PHOENIX VISION〜TOSHIHIKO TAHARA Performance History〜(ユニバーサルミュージック合同会社 2019年07月24日発売)：田原俊彦のDVD。

## 年始特番
正月特別企画時代劇バラエティが放送されている。
- 新春ヤンヤン大時代劇 爆笑怪盗猫ニャン捕物帳（1979年1月1日）
- 爆笑ヤンヤン大時代劇 花のお江戸で、猫ニャン大騒動（1980年1月1日）
- 爆笑ヤンヤン時代劇 幕末花の美剣士たち（1981年1月4日）
- ヤンヤン正月特別企画 花のお江戸の恋愛絵巻（1984年1月1日）